# Шарлотта Вильгельмина Саксен-Кобург-Заальфельдская
Шарлотта Вильгельмина Саксен-Кобург-Заальфельдская (нем. Charlotte Wilhelmine von Sachsen-Coburg-Saalfeld; 14 июня 1685, Кобург — 5 апреля 1767, Ханау) — принцесса Саксен-Кобург-Заальфельдская, в замужестве графиня Ганау-Мюнценбергская.

## Биография
Шарлотта Вильгельмина — дочь герцога Иоганна Эрнста Саксен-Кобург-Заальфельдского и его супруги Софии Гедвиги Саксен-Мерзебургской. Вышла замуж за графа Филиппа Рейнхарда Ганау-Мюнценбергского, став его второй супругой. Её приданое составило 18 тыс. гульденов. Брак оказался бездетным. После смерти бездетного графа Филиппа Рейнхарда земли графства Ганау-Мюнценберг унаследовал его младший брат Иоганн Рейнхард III. Графиня Шарлотта Вильгельмина пережила мужа более чем на полвека и проживала сначала в своей вдовьей резиденции — дворце Бабенхаузен, а когда умер, не оставив наследников, и Иоганн Рейнхард III, и земли графства Ганау были разделены между  Гессен-Касселем и Гессен-Дармштадтом — в господском доме в старой части Ханау. Шарлотта Вильгельмина была похоронена в семейном склепе ганауских графов в лютеранской церкви в Ганау.